# Trnovče (Velika Plana)
Trnovče (em cirílico: Трновче) é uma vila da Sérvia localizada no município de Velika Plana, pertencente ao distrito de Podunavlje, na região de Veliko Pomoravlje. A sua população era de 856 habitantes segundo o censo de 2011.

## Demografia
| 1948 | 1953 | 1961 | 1971 | 1981 | 1991 | 2002 | 2011 |
| ---- | ---- | ---- | ---- | ---- | ---- | ---- | ---- |
| 1565 | 1608 | 1546 | 1425 | 1318 | 1272 | 1060 | 856  |